# Oporinia nebulata
Oporinia nebulata är en fjärilsart som beskrevs av Carl Peter Thunberg 1784. Oporinia nebulata ingår i släktet Oporinia och familjen mätare. Inga underarter finns listade i Catalogue of Life.